# Nordalbingia

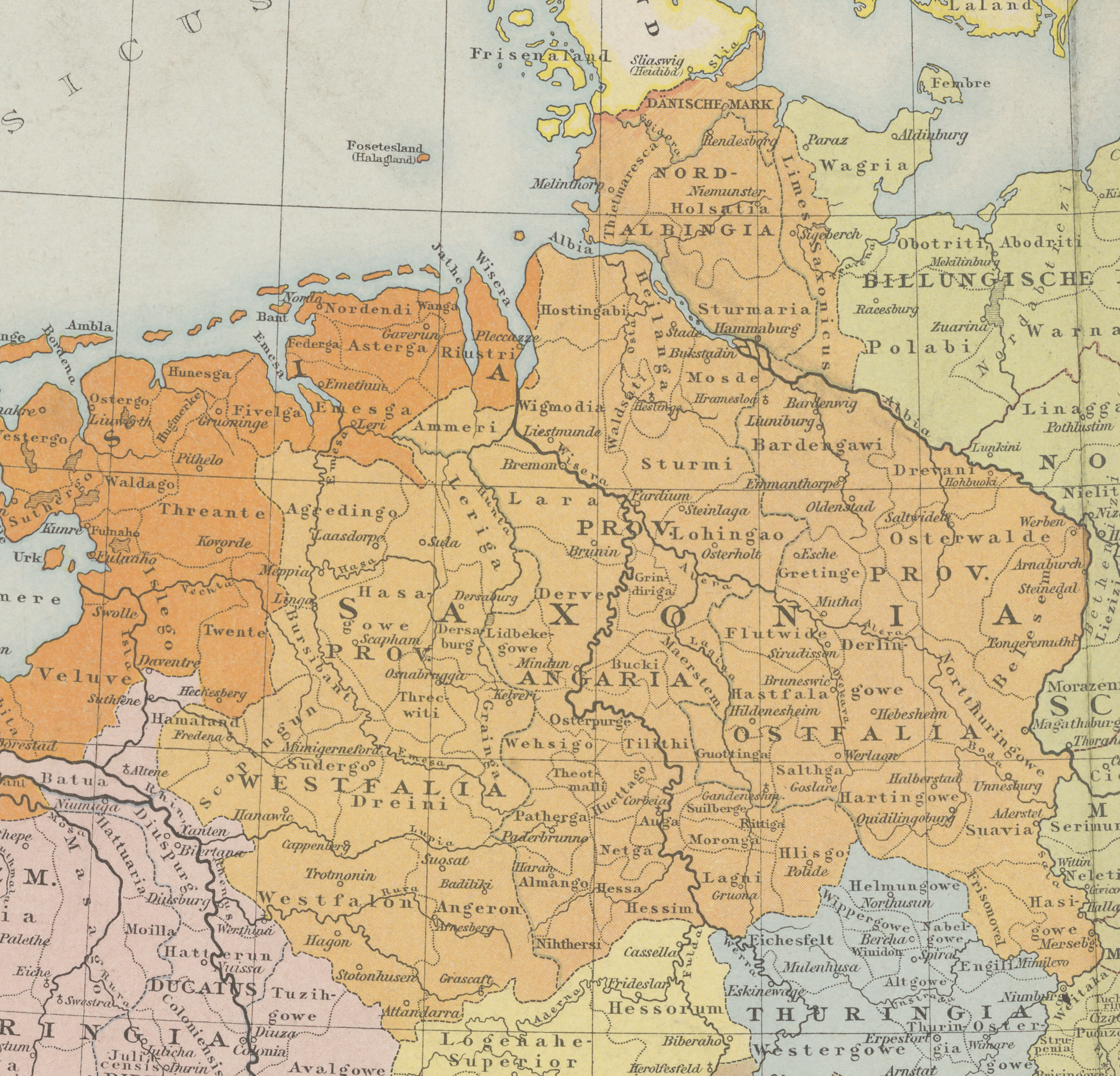
La Nordalbingia nel nord della Sassonia intorno al 700 d.C.

La Nordalbingia (tedesco Nordalbingen) fu una delle quattro regioni amministrative del ducato medievale della Sassonia. Le altre tre sono l'Angria, l'Ostfalia e la Vestfalia. Il nome della regione è basato sul nome latino Alba per designare il fiume Elba e si riferisce ad un'area prevalentemente situata a nord del Basso Elba, approssimativamente corrispondente alla moderna regione dello Holstein. Situato in ciò che oggi è la Germania del Nord, questo è il primo dominio conosciuto dei Sassoni.

## Geografia
Secondo l'opera del cronista Adamo di Brema Gesta Hammaburgensis Ecclesiae Pontificum, la Nordalbingia era composta da tre aree tribali (Gau):
- Dithmarschen, estesa lungo la costa del mare del Nord dalla bocca del fiume Elba fino al fiume Eider nel nord;
- il vero e proprio Holstein, situato sul fiume Stör, un tributario di destra del Elba;
- Stormarn sul banco settentrionale del Elba, inclusa l'odierna area di Amburgo.

Le tribù nordalbinghe erano alleate con i sassoni insediati nel Land Hadeln (Haduloha) a sud del Elba. A est, il Limes Saxoniae, un'inaccessibile regione tra l'Elba e il moderno fiordo di Kiel sul mar Baltico, formava un confine naturale con le terre di Wagria, occupate dagli slavi abodriti.
| Controllo di autorità | VIAF (EN) 244549676 · GND (DE) 4075444-3 |